# Peter Germer
Peter Germer (ur. 26 września 1949 w Baasdorf) – wschodnioniemiecki zapaśnik walczący w stylu wolnym. Olimpijczyk z Monachium 1972, gdzie zajął szóste miejsce w kategorii plus 100 kg.
Brązowy medalista mistrzostw świata w 1970; szósty w 1974. Trzeci na mistrzostwach Europy w 1969 i 1970 roku.
Mistrz NRD w 1965, 1967, 1969, 1971 i 1972; drugi w 1970; trzeci w 1966 i 1968 roku.